# Acacia latisepala
Acacia latisepala é uma espécie de leguminosa do gênero Acacia, pertencente à família Fabaceae.